# Estação Borovitskaia
Borovitskaia (em russo:  Боровицкая) é uma das estações da linha Serpukhovsko-Timiriasevskaia (Linha 9) do Metro de Moscovo, na Rússia. Estação «Borovitskaia» está localizada entre as estações «Polianka» e «Tchékhovskaia».